# كارل شرودر
كارل شرودر (بالألمانية: Karl Schröder)‏ هو كاتب ألماني، ولد في 13 نوفمبر 1884 في Połczyn-Zdrój ‏ في بولندا، وتوفي في 6 أبريل 1950 في برلين في ألمانيا.